# Federico Ubaldo della Rovere
Pour les autres membres de la famille, voir Famille Della Rovere.

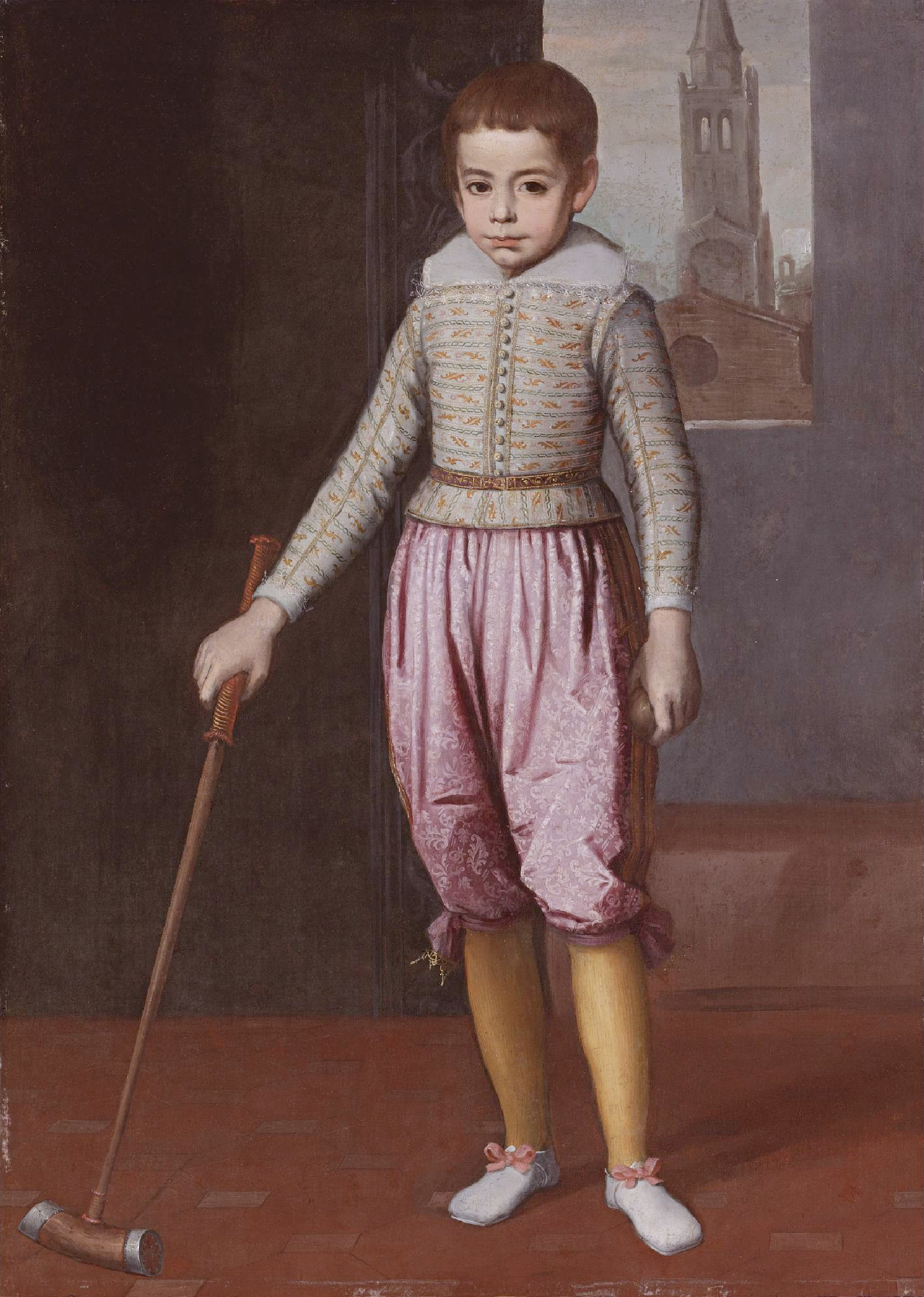
Federico Ubaldo della Rovere

Federico Ubaldo della Rovere (Pesaro, 16 mai 1605 — Urbino, 28 juin 1623), duc d'Urbino, est le fils de Francesco Maria II della Rovere.

## Biographie
Francesco Maria II della Rovere attendait un héritier depuis longtemps. Sa première femme, Lucrèce d'Este, étant morte en 1598 sans lui donner d'enfant, il obtient l'autorisation du pape pour se remarier, et  épouse en 1599 sa cousine Livia della Rovere pour éviter l'extinction de sa lignée. Frédéric Ubaldo, très attendu, reçoit le trône d'Urbino très tôt, le 14 mai 1621, âgé alors de 16 ans et son père de 72 ans. Il épouse Claude de Médicis avec laquelle il a une fille, Vittoria della Rovere.
Il meurt deux ans plus tard à Urbino, probablement d'empoisonnement, mais sa mort est restée mystérieuse,. Son père récupère alors le trône, et constatant l'extinction de sa lignée, il lègue tous les biens de sa maison aux États pontificaux avant de mourir en 1631. Claude se remariera en 1626 avec Léopold V d'Autriche-Tyrol.

## Famille et descendance
Il n'a qu'un enfant, Vittoria della Rovere, qui épouse Ferdinand II de Médicis, grand-duc de Toscane. 